# Yvan Buonomo
Pas d'image ? Cliquez ici

a Compétitions nationales et continentales officielles uniquement.

b Matchs officiels uniquement.
Yvan Buonomo, né le 19 septembre 1946 à Sète (Hérault), est un joueur international français de rugby à XV. Il est troisième ligne centre ou aile à l'AS Béziers ainsi qu'au RC Nîmes durant sa carrière.
Il est le frère ainé d'André Buonomo.
Il remporte avec l'AS Béziers cinq titres de champion de France en 1971, 1972, 1974, 1980 et 1981 ainsi qu'un Challenge Yves du Manoir en 1972. Il compte trois sélections en équipe de France de 1971 à 1972.

## Biographie
Yvan Buonomo nait le même jour, dans la même ville, que son futur coéquipier le talonneur André Lubrano qui le ramène du football vers le rugby. Vice-champion de France juniors en 1966 et 1967, puis champion de france juniors 1968. Il remporte son premier bouclier de Brennus en 1971. La même année il connaît sa première sélection en équipe de France face à l'Australie. Il réalise le doublé championnat de France-challenge Yves du Manoir l'année suivante. Il remporte en 1981 son dernier championnat.
Yvan Buonomo devient l'entraîneur du Montpellier RC en 1987, succédant à Alain Paco à ce poste, puis il fut l'entraîneur du RS Rodez Aveyron.

## Palmarès
- 3 sélections en équipe de France en 1971 et 1972

- champion de France en 1971, 1972, 1974, 1980 et 1981 avec l'AS Béziers.
- vainqueur du Challenge Yves du Manoir en 1972 avec l'AS Béziers.
- finaliste du Challenge Yves du Manoir en 1973, 1980 et 1981 avec l'AS Béziers.
- Bouclier d'Automne en 1971, 1972 et 1980 (ne joue pas la finale) avec l'AS Béziers.
- Vainqueur du Challenge Jules Cadenat en 1968, 1970, 1971, 1972, 1974 et 1979 avec l'AS Béziers.
- Champion de France Juniors Reichel 1968, Vice-champion de France juniors en 1966 et 1967 avec l'AS Béziers.